# Boviolles
Boviolles is een gemeente in het Franse departement Meuse (regio Grand Est) en telt 105 inwoners (2009).
De gemeente maakt deel uit van het arrondissement Commercy en sinds 22 maart 2015 van het kanton Vaucouleurs. Daarvoor was het deel van het op die dag opgeheven kanton Void-Vacon.

## Geografie
De oppervlakte van Boviolles bedraagt 8,4 km², de bevolkingsdichtheid is dus 12,5 inwoners per km².
De onderstaande kaart toont de ligging van Boviolles met de belangrijkste infrastructuur en aangrenzende gemeenten.

## Demografie
Onderstaande figuur toont het verloop van het inwonertal (bron: INSEE-tellingen).

## Oppidum
Op de Mont-Châtel lag een Gallisch oppidum. De versterking van 55 hectare groot kende zijn hoogtepunt in de 1ste eeuw v.Chr. Het oppidum is aan drie zijden omgeven daar rotsen en aan de vierde zijde is er een zogenaamde Murus Gallicus van 300 meter lengte en 4 tot 6 meter hoog.

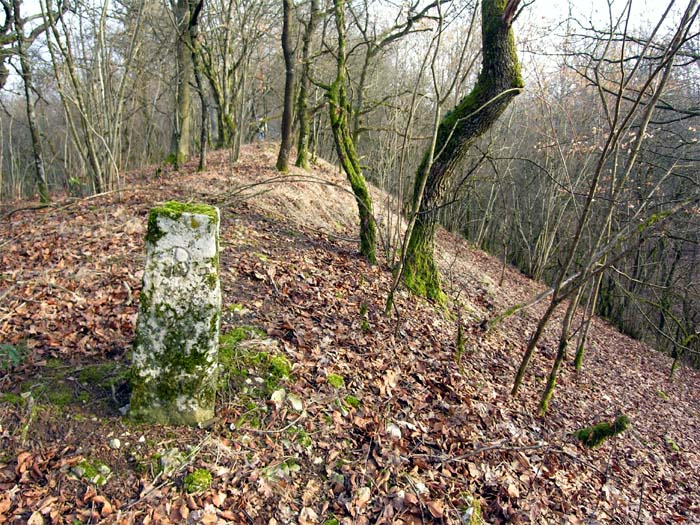
Murus Gallicus van het Oppidium van Boviolles